# Giovanni Morrone
Giovanni Morrone (ur. w Pizie, zm. 1167? koło Viterbo) – włoski kardynał.
Pochodził z Pizy. Był archidiakonem Tyru w okresie, gdy arcybiskupem tego miasta był Fulcherius (1134–1146), późniejszy patriarcha Jerozolimy. Papież Eugeniusz III mianował go kardynałem prezbiterem Santi Silvestro e Martino ai Monti prawdopodobnie 22 lutego 1152 roku. Podpisywał bulle papieskie między 18 marca 1152 a 30 maja 1159. W trakcie podwójnej papieskiej elekcji w 1159 roku stanął po stronie antypapieża Wiktora IV (1159–1164), a później jego następcy Paschalisa III (1164–1168). Sygnował bulle Wiktora IV między jesienią 1159 a 9 czerwca 1161 i był jego legatem we Francji. Jest identyfikowany z kardynałem kanclerzem o tym samym imieniu, który datował bulle Wiktora IV i Paschalisa III między 5 kwietnia 1162 a 6 sierpnia 1167 bez podania swojego kościoła tytularnego, choć identyfikacja ta nie jest pewna. Zmarł niedaleko Viterbo wskutek obrażeń odniesionych w wyniku upadku z konia.